# Самерсајд (Острво Принца Едварда)
Самерсајд (енгл. Summerside) је град у канадској провинцији Острво Принца Едварда и део је округа Принс. Друго је по величини насеље у провинцији и најважнији је центар у западном делу острва.
Насеље основано почетком 19. века 1877. добило је статус села, а од 1. априла 1995. има и статус града (једно од два насеља са тим статусом на острву, после главног града Шарлоттауна). 

Према подацима пописа становништва из 2011. у вароши је живео 14.751 становник у 6.620 домаћинстава, што је за 1,7% више у односу на попис из 2006. када је регистровано 14.500 житеља.